# Різдво в Молдові
Різдво Христове в Республіці Молдова відзначається 25 грудня та 7 січня. Різдво — християнське свято на честь Різдва Ісуса Христа, в Республіці Молдова налічується близько 3 270 000 православних (93,34% населення країни).
Перед Різдвом — 6-тижневий піст: з 15 листопада по 24 грудня для тих, хто святкує за новим стилем, і з 28 листопада по 6 січня для тих, хто святкує за старим стилем. Святвечір — останній день посту. Різдвяний стіл не обходиться без булочок, ковбас, піфтіїв, свинячих ковбасок, калтабошів (різновид ковбаси) та червоного вина. Існує також звичай їсти на Різдво молліге — звичай з магічним підтекстом. На другий день Різдва Христового відзначається Собор Пресвятої Богородиці.
Різдвяним звичаєм є колядування, особливо в селах.